# Bradbury, Wilkinson & Co.

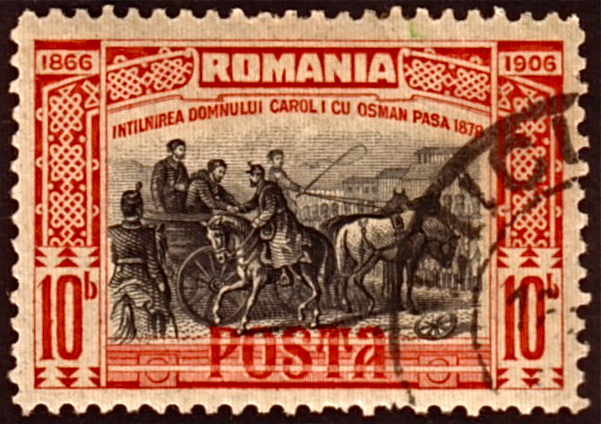
Roemeense postzegel uit 1906, gedrukt door Bradbury, Wilkinson & Co

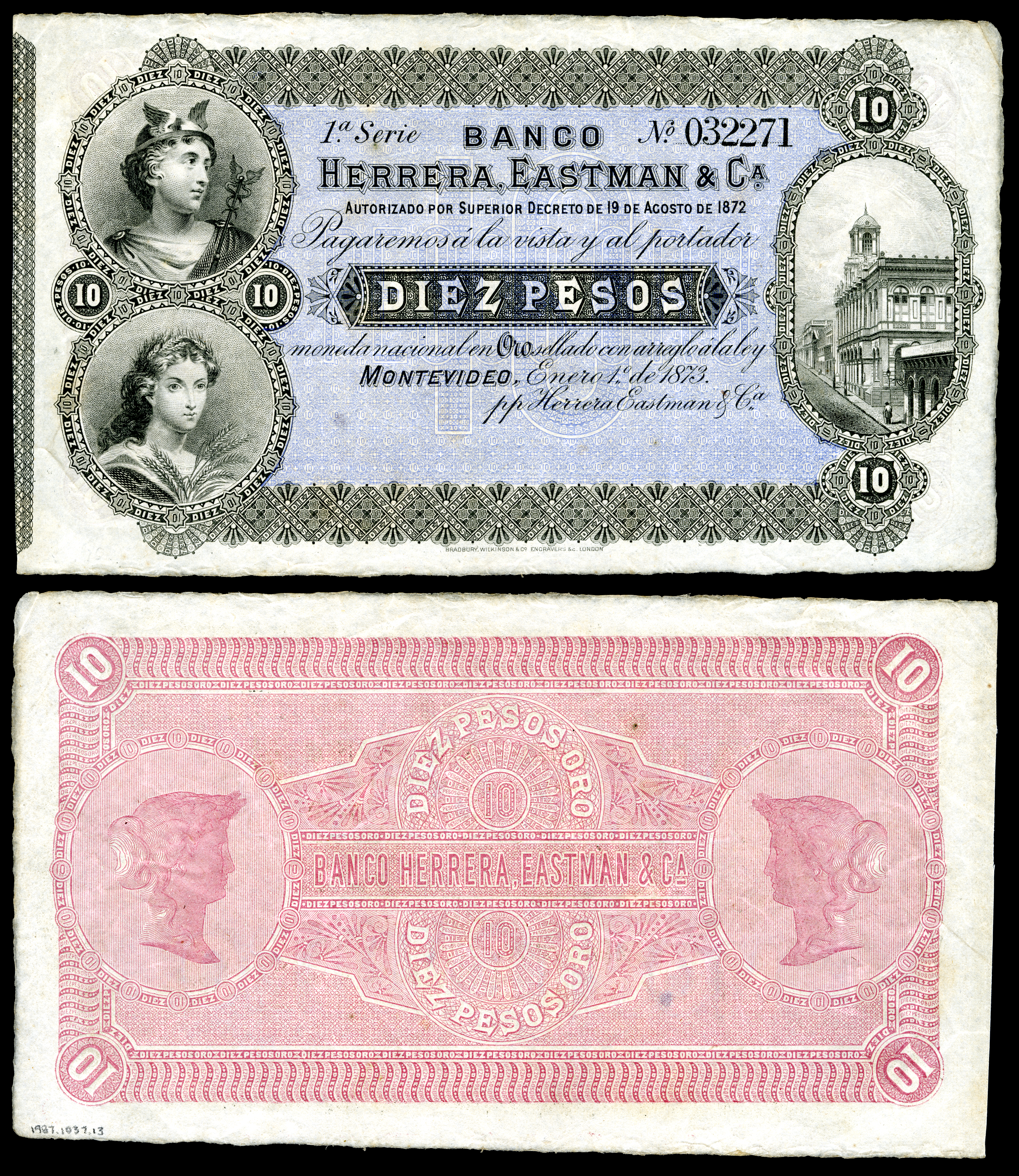
Bankbiljet van 10 pesos, uitgegeven in Montevideo in 1873, gedrukt door Bradbury, Wilkinson in Londen

Bradbury, Wilkinson & Company was een Engelse ontwerper, graveur en drukker van waardepapier, bankbiljetten, postzegels en effecten.
De firma werd in Londen opgericht in 1856 door Henry Bradbury. Ze betrok in 1873-74 een imposant victoriaans pand aan de Farringdon Road 25-27 in Holborn, dat tegenwoordig een beschermd monument is. In 1917 verhuisde de firma naar New Malden in Surrey. In 1986 werd ze overgenomen door De La Rue.